# Крогдаль, Арне
Арне Крогдаль (норв. Arne Kroghdahl, 1909 — 1988) — норвежский шахматист.
Чемпион Норвегии 1937 г.
В составе сборной Норвегии участник шахматной олимпиады 1930 г., международных матчей со сборными Дании (1947 г.) и Швеции (1948 г.).
Много раз выигрывал чемпионаты Норвегии по блицу. В 1956 г. сыграл блиц-партию по радио с гроссмейстером А. А. Котовым (на 34-м ходу Котов поставил мат).
Выступал за клуб «Oslo Schakselskap».
В период с 1959 по 1964 гг. занимал пост президента Норвежского шахматного союза.

## Спортивные результаты
| Год  | Город        | Соревнование                                 | + | −  | = | Результат | Место |
| ---- | ------------ | -------------------------------------------- | - | -- | - | --------- | ----- |
| 1930 | Гамбург      | III Олимпиада (сборная Норвегии, 4-я доска)  | 0 | 11 | 2 | 1 из 13   |       |
| 1937 | Тронхейм     | Чемпионат Норвегии                           |   |    |   |           | 1     |
| 1947 | Осло         | Матч Норвегия — Дания (против Э. Сёренсена)  | 0 | 0  | 2 | 1 из 2    |       |
| 1948 | Сальтшобаден | Командный турнир                             |   |    |   |           |       |
|      | Сальтшобаден | Матч Швеция — Норвегия (против З. Нильссона) | 1 | 1  | 0 | 1 из 2    |       |